# Boswellia sacra
Boswellia sacra là một loài thực vật có hoa trong họ Burseraceae. Loài này được Flueck. mô tả khoa học đầu tiên năm 1867.

## Hình ảnh

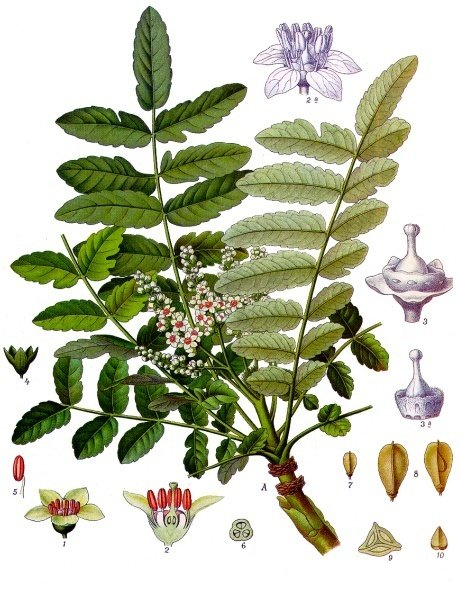
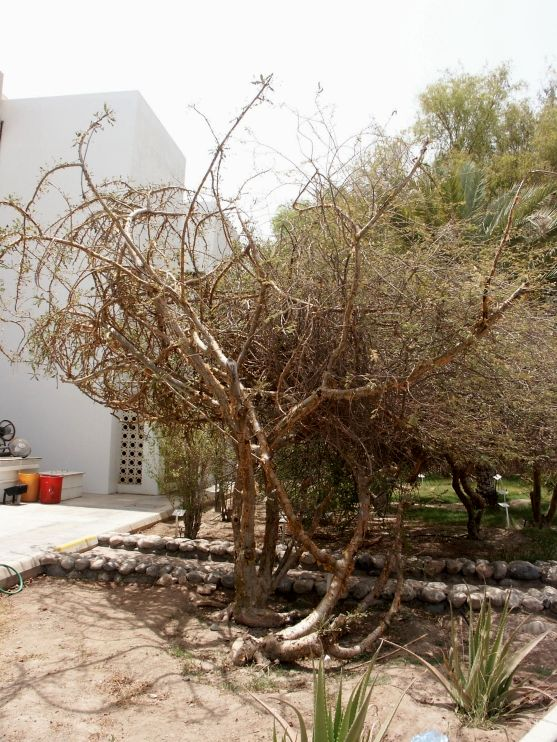
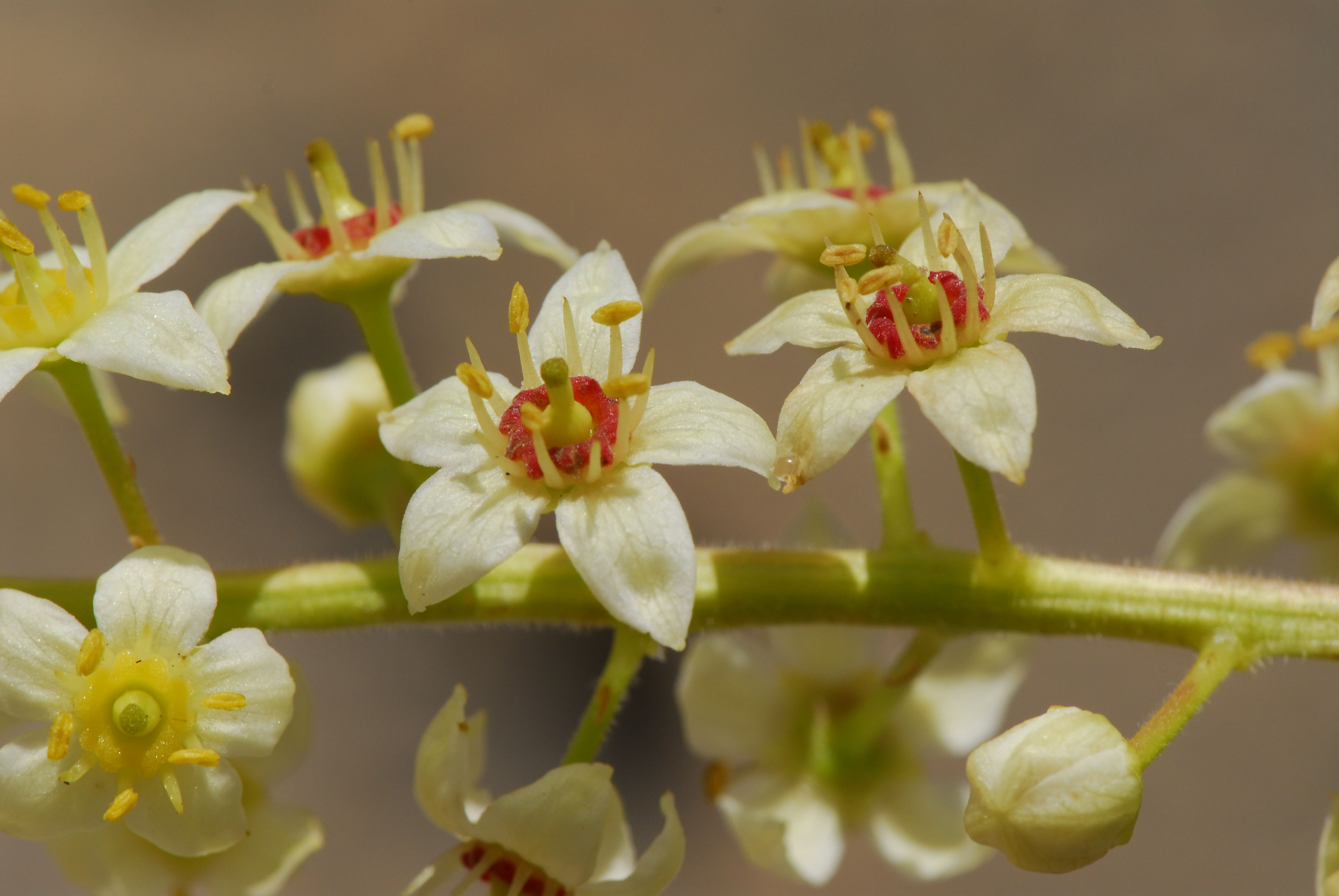
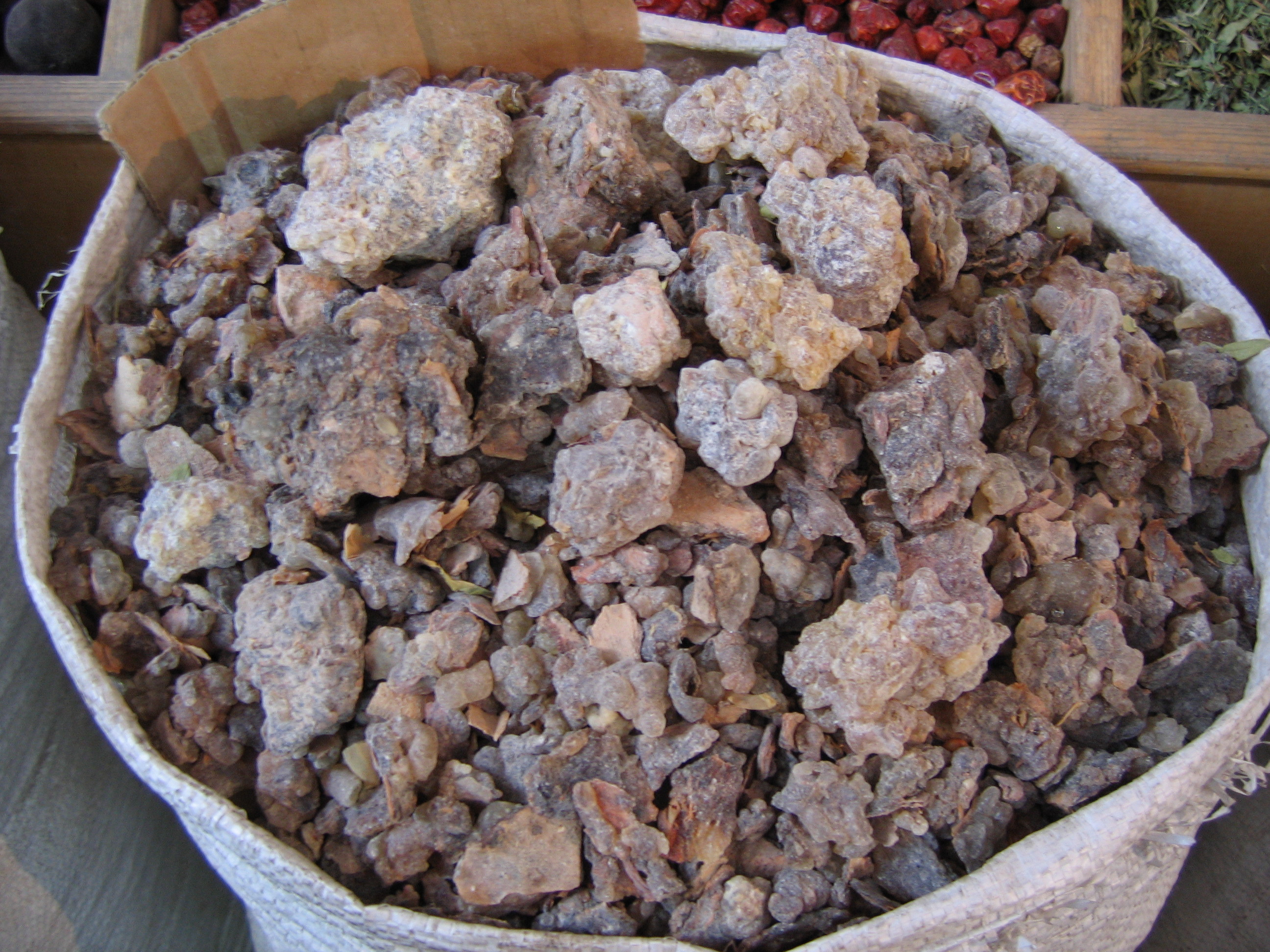